# Almirante Brown megye
Almirante Brown egy megye Argentínában, Chaco tartományban. Székhelye Pampa del Infierno. A megyét William Brown (1777 -1857), ír születésű katonatisztről nevezték el, aki az argentin haditengerészet főparancsnoka volt.

## Települések
A megye a következő nagyobb településekből (Localidades) áll:
- Concepción del Bermejo
- Los Frentones
- Pampa del Infierno
- Taco Pozo

Kisebb települései (Parajes):